# Der Coup der 7 Asse
Der Coup der 7 Asse (Originaltitel: Sette volte sette) ist ein 1968 gedrehter Kriminalfilm mit humoristischen Absichten, den Michele Lupo inszenierte und der erst am 18. Juni 1973 in deutsche Kinos kam. Der DDR-Fernsehtitel lautet 7 Asse, die späteren Video-Veröffentlichungen sind stark gekürzt.

## Handlung
Sieben Gefängnisinsassen, Spezialisten auf ihrem Fachgebiet, nutzen die Fußballbegeisterung des Wachpersonals während eines Entscheidungsspiels um die Meisterschaft, um aus ihren Zellen auszubrechen, um aus der Notenbank von England Wasserzeichenpapier zum Gelddruck zu rauben und wieder in das Gefängnis zurückzukehren. Der minutiös geplante Coup gelingt trotz des Herztodes eines der Räuber; das gestohlene Papier erweist sich allerdings als wertlos.

## Kritik
Der Film bleibt immer „auf den eingeleisigen Pfaden einer Komödie, versprüht zwar deutlich den Geist jener Tage, erreicht aber nie den Charme solcher Streifen“ (wie Top Job oder Das Superhirn), schreibt Michael Cholewa. Das Lexikon des internationalen Films sah eine „(w)eitgehend schwunglose, nur mäßig unterhaltsame Gaunerkomödie.“

## Bemerkungen
Der 101 Minuten lange Film war in seiner Videoausgabe auf knapp 78 Minuten gekürzt worden.
Das Lied „Seven Times Seven“ singen die Casuals.
Das gezeigte Spiel ist das Endspiel um den FA Cup zwischen dem FC Everton und Sheffield Wednesday 1966.